# Howick (Południowa Afryka)
Howick – miasto w Republice Południowej Afryki, w prowincji KwaZulu-Natal.
W mieście żyje 27 087 ludzi (2011). Jest położone 115 km na północny zachód od Durbanu, w pobliżu Gór Smoczych. W pobliżu, na rzece Mngeni, leży wodospad Howick Falls.